# Палантланский чинантекский язык
Палантла́нский чинанте́кский язы́к (англ. Palantla Chinantec) — большой чинантекский язык, имеющий две разновидности: палантланский и валле-национальный, распространённые в штате Оахака в Мексике. Правила и языковые нормы зафиксированы в специально выпушенном словаре.

## Разновидности
- Валле-национальный диалект (Chinanteco central bajo, Valle Nacional Chinantec) распространён в городах Сан-Матео-Йетла и Сан-Хуан-Баутиста-Валле-Насиональ на севере штата Оахака. Бесписьменный.
- Палантланский диалект (Chinanteco de San Pedro Tlatepuzco, Palantla Chinantec, Tlatepuzco Chinantec) распространён в городе Сан-Хуан-Палантла и ещё в 21 городах штата Оахака. Письменность на латинской основе.